# Ердутська угода
Ердутська угода (серб. лат. і хорв. Erdutski sporazum, серб. кир.: Ердутски споразум) — угода про статус Східної Славонії, Барані і Західного Срему, підписана в селі Ердут 12 листопада 1995 представниками Хорватії та місцевою сербською владою цих районів. Угода передбачала мирне закінчення війни в Хорватії для даних районів і перехідний період для інтеграції до складу Хорватії.
Угода була підписана колишнім прем'єр-міністром Хорватії Хрвоє Шариничем і представником Сербської Країни Міланом Мілановичем, що отримали вказівки влади Союзної Республіки Югославії. При підписанні договору були присутні Пітер Гелбрейт (посол США в Хорватії) і посередник Організації Об'єднаних Націй Торвальд Столтенберг.
Ця угода була визнана Радою Безпеки ООН, яка Резолюцією 1037 створила Перехідний орган Організації Об'єднаних Націй для Східної Славонії, Барані і Західного Срему (англ. United Nations Transitional Authority for Eastern Slavonia, Baranja and Western Sirmium (UNTAES)).
Також на підставі цієї угоди було створено Об'єднану раду муніципалітетів із сербською більшістю населення. 15 січня 1998 року зазначені території були остаточно включені до складу Хорватії.